# The Family of Blood
"The Family of Blood" (KBS 방영 제목: 〈전쟁의 그림자〉)는 영국의 SF 드라마 《닥터 후》 시즌 3의 아홉번째 에피소드이다. 영국에서는 2007년 6월 2일에 처음 방영되었다. 작가는 폴 코넬이 맡았으며, 1995년 자신이 집필한 닥터 후 소설 《Human Nature》을 각색한 것이다. 총 2부작으로 구성된 이야기 중 2부에 해당되는 에피소드로, 이전 에피소드인 "Human Nature"와 이어진다.
이번 에피소드에서는 전편에서 등장한 외계 가문 '피의 가족'이 닥터 (데이비드 테넌트 분)의 타임 로드 본질을 앗아가기 위해, 닥터가 '존 스미스'란 인간으로 변한 채 숨어든 1913년 잉글랜드의 학교와 주변 마을을 공격하고, 존 스미스는 다시 닥터로 돌아와 피의 가족을 처치한다는 내용을 담았다. 총괄 프로듀서 러셀 T 데이비스는 《닥터 후 매거진》과의 인터뷰에서 "Human Nature"와 "Family of Blood"의 2부작 에피소드는 프로그램 주 시청자에게는 다소 어두울 수 있다며 색다른 분위기임을 소개했다.  2008년 휴고상 드라마 단편부문상 후보에 올랐다.

## 줄거리
전편에서 1913년 잉글랜드 어느 마을의 무도회를 습격한 피의 가족은, 닥터로서 존을 지키는 마사 존스와 존을 사랑하는 조앤 레드펀을 인질로 붙잡는다. 닥터는 닥터라고 하지만 '존 스미스'라는 인간으로 변한 상태였고, 닥터로서의 기억은 '카멜레온 워치' 속에 간직해 두고 있었기 때문에 도대체 무슨 일이 벌어지고 있는지 영문을 몰라 한다. 그 때 워치를 갖고 있던 티모시가 그 뚜껑을 살짝 열어 가족의 주의를 흐뜨려놓는 사이, 마사는 총을 집어들고 다른 사람들과 학교로 대피한다. 존은 학교 경내의 종을 울려 피의 가족의 공격에 대비해 학교의 방위태세를 정비하고, 마사와 조앤은 카멜레온 워치를 찾아나선다.
피의 가족은 살아 움직이는 허수아비 군대를 수하로 부려 학교를 공격하지만, 학생들도 군사 훈련을 받았기 때문에 1차 진격을 막아낼 수 있었다. 피의 가족이 존에게 당신의 타디스를 접수했다고 통보하자, 조앤은 존이 정말로 닥터라는 진실을 받아들인다. 피의 가족들이 학교에 맹공을 퍼붓는 사이 존, 조앤, 마사는 마을의 폐가로 몸을 피한다. 그때 티모시가 나타나 카멜레온 워치를 돌려준다. 닥터가 달아난 것을 알게 된 피의 가족은 숨겨뒀던 우주선으로 마을에 폭격을 가하기 시작한다. 마사와 조앤은 존에게 워치를 열어 닥터로 돌아가서 모두를 지켜달라고 애원한다. 존은 조앤을 포기하고 싶지 않다며 눈물을 보인다. 그러고서 존과 조앤은 시계를 통해 존이 인간으로 남아서 조앤과 화목한 부부생활을 이어나가는 모습을 미리 환영으로 본다.
존은 피의 가족의 우주선으로 직접 향한다. 가족은 냄새를 맡아 타임 로드로서의 본질이 아직 워치 속에 담겨 있다고 생각한다. 존이 가족에게 워치를 건네자 그 속엔 아무것도 없었다. 알고 보니 이미 존은 닥터로 돌아가 있었고, 닥터는 냄새 환각으로 아직도 인간인 척 가족을 속이면서, 우주선 내 전력장치를 몰래 최대로 올려놓고 있었다. 부하를 일으킨 우주선이 폭발하고, 가족은 우주선에서 겨우 빠져나오지만 닥터는 그들을 잡아 한 명 한 명씩 영원한 엄벌을 내린다. 피의 가족을 타디스에 태워 엄마는 소멸 중인 은하의 빠져나갈 수 없는 경계선에 가둬버리고, 아빠는 절대 부술 수 없는 사슬로 묶어버리며, 딸은 세상의 모든 거울 속에 봉인시키고, 마지막으로 아들은 허수아비가 되어 시간 속에 영원히 가둬버린다.
닥터는 조앤에게 돌아가 타디스로 함께 여행할 기회를 주지만, 조앤은 거절하고 닥터가 1913년으로 오지 않았다면 아무도 죽지 않았겠느냐고 묻는다. 티모시는 닥터와 마사에게 작별 인사를 하고, 닥터는 그에게 시계를 간직해 달라며 건넨다. 훗날 제1차 세계 대전의 전장에 나간 티모시는 여전히 제 초능력을 간직하고 있었고, 이전에 폭격으로 인해 부대원들이 죽는 환영을 봤던 것을 기억해내고 부대원들을 살린다. 그리고 오랜 세월이 지나 노인이 된 티모시는 호국영령 기념일 행사에 참석하는데, 그곳에는 닥터와 마사도 참석해 티모시의 모습을 본다.